# Homo mauritanicus
Atlanthropus mauritanicus · Homme de Tighennif
Espèce
Homo mauritanicus (Atlanthropus mauritanicus, ou encore l'Homme de Tighennif ou Homme de Ternifine) est une espèce éteinte du genre Homo, décrite en 1955 par Camille Arambourg sur la base de fossiles fragmentaires trouvés près de Tighennif, en Algérie.

## Historique
De 1954 à 1956, les paléontologues français Camille Arambourg et Robert Hoffstetter découvrirent plusieurs fossiles humains sur le site de Tighennif (anciennement Ternifine), dans la Wilaya de Mascara (région d'Oran, Algérie).
Ces fossiles permirent à Camille Arambourg de créer en 1955 l'espèce Atlanthropus mauritanicus, à une époque où foisonnaient les appellations de toutes sortes. Sous l'impulsion du biologiste américain Ernst Mayr, les divers genres représentatifs d'espèces humaines ont tous été ramenés dans les années 1960 au seul genre Homo, et les chercheurs qui considèrent cette espèce comme potentiellement valide parlent aujourd'hui d'Homo mauritanicus,.

## Morphologie
Le site de Tighennif a livré de 1954 à 1956, pour tous fossiles humains, trois mandibules, dénommées Ternifine 1 à 3, un os pariétal, et 9 dents isolées.

### Mandibules
Les trois mandibules sont robustes et montrent de fortes insertions musculaires :
- Ternifine 1 a perdu ses deux branches mais est sinon assez bien préservée avec toutes ses molaires et prémolaires encore en place.
- Ternifine 2 est la moitié gauche d'une mandibule ayant perdu ses incisives et canine.
- Ternifine 3 est une mandibule presque complète, avec seulement une petite partie du corpus droit manquante, et une légère déformation de l'une des deux branches.

Ces mandibules apparaissent plus robustes que celles, un peu plus tardives, qui sont généralement attribuées à l'espèce Homo rhodesiensis.

### Denture
Une étude de trois molaires déciduales de Tighennif, publiée en 2009 par Clément Zanolli, avait déjà révélé une signature structurale interne (proportions des tissus de la couronne et topographie de l’épaisseur de l’émail) approchant le schéma humain moderne.
En utilisant des techniques d’imagerie virtuelle par microtomographie, puis en procédant à une analyse quantitative des images ainsi obtenues en morphométrie 3D, les chercheurs français Clément Zanolli et Arnaud Mazurier ont étendu en 2013 le registre fossile étudié à 22 dents permanentes, principalement issues de la denture mandibulaire, et ont produit une description détaillée de la structure dentaire caractérisant la population de Tighennif. Malgré un certain degré de variation individuelle, les dents de Tighennif montrent un patron structural combinant des caractéristiques ancestrales (plésiomorphes), dérivées (apomorphes), et uniques (autapomorphes). Les molaires inférieures montrent au niveau de la jonction émail-dentine un ensemble de traits non métriques plus fréquemment trouvés chez les hommes modernes que chez les Néandertaliens, mais aussi un mélange de caractéristiques semblables soit à celles des Néandertaliens, soit à celles des hommes modernes, en termes de conformation structurale et de proportions des tissus. Les molaires présentent aussi des cavités pulpaires volumineuses, avec une bifurcation radiculaire assez élevée et des canaux pulpaires bien séparés, s’approchant plus particulièrement du schéma relevé chez les Homo sapiens africains du Pléistocène supérieur.

Représentation de la distribution géographique de quelques espèces du genre Homo durant les deux derniers millions d'années. L'axe horizontal représente la localisation géographique, tandis que l'axe vertical représente le temps en millions d'années. La surface bleue indique la présence de certaines espèces sur un continent et sur une période donnée.

## Datation
Les fossiles humains de Tighennif ont été datés d'environ 700 000 ans en 1986 par Denis Geraads et son équipe, par l'analyse de la paléofaune appartenant à la même couche stratigraphique, corroborée par le paléomagnétisme.
En 2014, des fouilles, relancées sur le site par le professeur Mohamed Sahnouni, ont permis de découvrir des ossements fossiles d’animaux et des outils lithiques datés jusqu'à 1 million d'années.
Le paléoanthropologue Jean-Paul Raynal et son équipe ont découvert au Maroc, dans la carrière Thomas I, près de Casablanca, des vestiges fossiles humains du Pléistocène moyen ancien :
- en 2008, une mandibule datée de 500 000 ans, différente de celles de Ternifine[8] ;
- en 2019, des vestiges datés d'environ 650 000 ans, qui seraient peut-être à rapprocher des mandibules de Ternifine[9].

## Industrie lithique
Les outils lithiques découverts avec les fossiles à Tighennif en 1954 et lors des fouilles suivantes sont de type acheuléen.

## Analyse
Le paléoanthropologue français Jean-Jacques Hublin trouve des affinités entre Homo mauritanicus et le taxon européen Homo antecessor (âgé d'environ 850 000 ans), ainsi qu'une affiliation possible de ces deux espèces avec les derniers Homo ergaster africains d'une part, et un taxon encore inconnu qui pourrait être l'ancêtre d'Homo sapiens en Afrique d'autre part.
Le caractère fragmentaire et la rareté des fossiles humains pour la période allant de 1 million d'années à 600 000 ans en Afrique n'ont toutefois pas permis jusqu'à présent de faire émerger un consensus entre les chercheurs sur l'attribution taxonomique des fossiles de Tighennif, pas plus que des autres fossiles africains de cette période.